# Johannes von Haartman
Carl Erik Johannes von Haartman, född 15 juli 1869 i Pikis, Storfurstendömet Finland, Kejsardömet Ryssland, död 20 juli 1925 i Helsingfors, var en finländsk advokat och politiborgmästare.

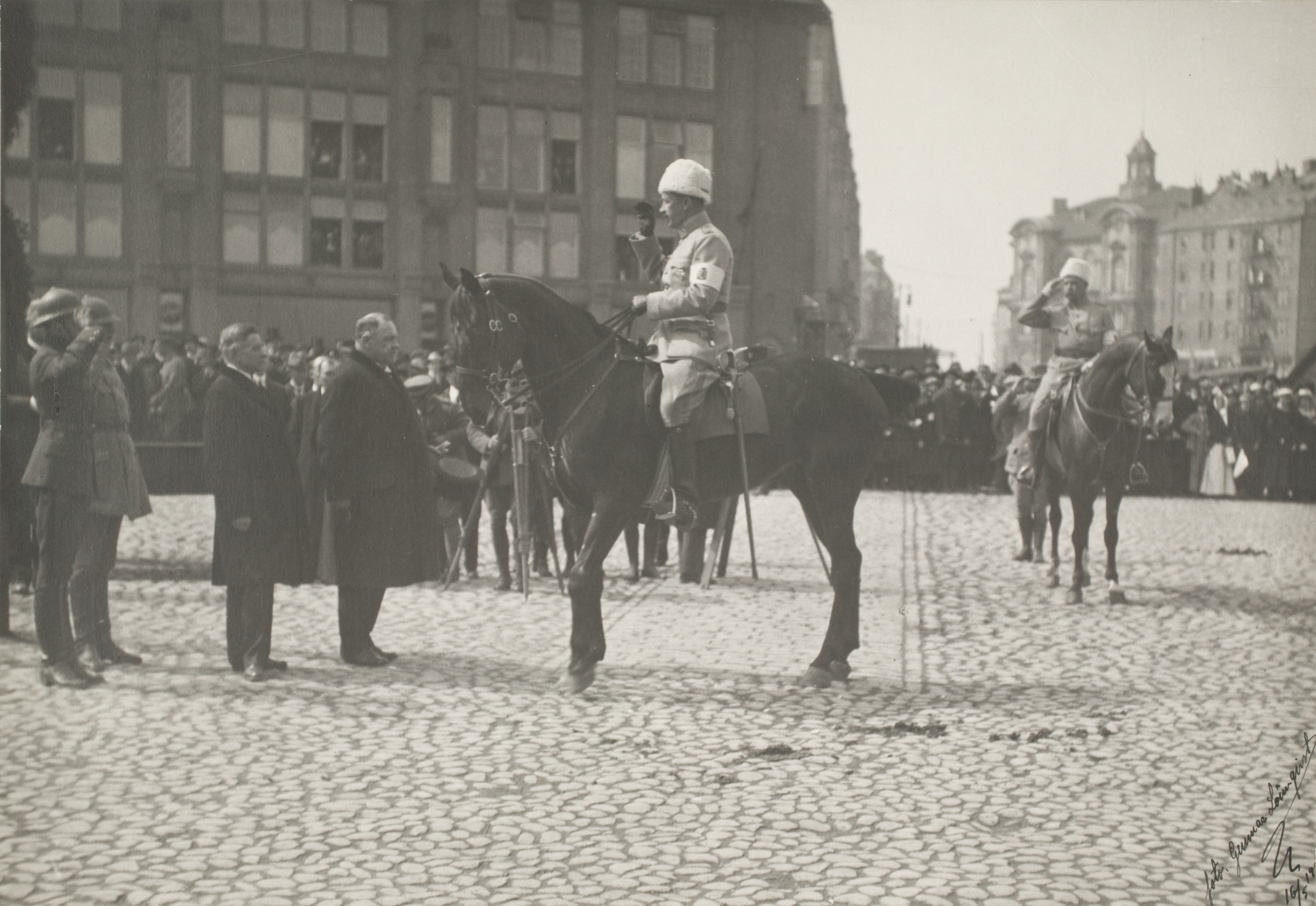
Gustaf Mannerheim hälsar på borgmästare von Haartman vid segerparaden i Helsingfors den 16 maj 1918.

von Haartman var son till professorn och statsrådet Carl Daniel von Haartman och Emilia Theodora Westzynthius. Han tog studenten från Åbos svenska lyceum 1887 och avlade studier vid Helsingfors universitet 1893. Han arbetade som advokat i Helsingfors 1895–1902, var rådman 1907–1918 och politiborgmästare i Helsingfors 1905 samt 1918–1925. Han var också partilös lantdagsman i finska lantdagen. von Haartman var sedan 1919 gift med Eugenie Helene Sabine Rösler.